# Seven Devils
La ville de Seven Devils est située dans les comtés d’Avery et Watauga, dans l’État de Caroline du Nord, aux États-Unis. Sa population s’élevait à 192 habitants lors du recensement de 2010, estimée à 202 habitants en 2016.

## Histoire
Seven Devils a été incorporée en 1979.

## Démographie
| 1980 | 1990 | 2000 | 2010 | - | - |
| ---- | ---- | ---- | ---- | - | - |
| 54   | 117  | 129  | 192  | - | - |

## Source
- (en) Cet article est partiellement ou en totalité issu de l’article de Wikipédia en anglais intitulé « Seven Devils, North Carolina » (voir la liste des auteurs).